# Suzi Quatro (альбом)
Suzi Quatro — дебютный студийный альбом американской исполнительницы Сьюзи Кватро, вышедший в октябре 1973 года на лейбле RAK Records. В Австралии, альбом увидел свет под заголовком Can the Can.

## Список композиций
| №  | Название                     | Автор(ы)                   | Длительность |
| -- | ---------------------------- | -------------------------- | ------------ |
| 1. | «48 Crash»                   | Никки Чинн, Майк Чепмен    | 3:54         |
| 2. | «Glycerine Queen»            | Сьюзи Кватро, Лен Таки     | 3:47         |
| 3. | «Shine My Machine»           | Кватро, Таки               | 3:49         |
| 4. | «Official Suburban Superman» | Кватро, Таки               | 3:05         |
| 5. | «I Wanna Be Your Man»        | Джон Леннон, Пол Маккартни | 3:09         |
| 6. | «Primitive Love»             | Чинн, Чепмен               | 4:13         |

| №  | Название           | Автор(ы)                    | Длительность |
| -- | ------------------ | --------------------------- | ------------ |
| 1. | «Can the Can»      | Чинн, Чепмен                | 3:34         |
| 2. | «All Shook Up»     | Отис Блэквелл, Элвис Пресли | 3:48         |
| 3. | «Sticks & Stones»  | Кватро, Таки                | 3:41         |
| 4. | «Skin Tight Skin»  | Кватро, Таки                | 4:21         |
| 5. | «Get Back Mamma»   | Куатро                      | 5:52         |
| 6. | «Shakin’ All Over» | Джонни Кидд                 | 3:33         |

## Участники записи
- Сьюзи Кватро — бас-гитара, вокал
- Лен Таки[англ.] — гитара и подпевки
- Элистер МакКензи — клавишные и подпевки
- Дэйв Нил — ударные и подпевки

## Позиции в хит-парадах
Еженедельные чарты:
| Чарт (1973—1974)                    | Высшая позиция | Пребывание в чарте |
| ----------------------------------- | -------------- | ------------------ |
| Австралия (Kent Music Report)       | 2              | нет данных         |
|                                     | 5 24 недели    |                    |
| Великобритания (UK Albums Chart)    | 32             | 4 недели           |
| Норвегия (VG-lista)                 | 6              | 22 недели          |
| США (Billboard Top LPs & Tape)      | 126            | 10 недель          |
| Финляндия (Suomen virallinen lista) | 5              | 30 недель          |
| ФРГ (Offizielle Top 100)            | 4              | 15 недель          |

Годовые чарты:
| Чарт (1974)                   | Позиция |
| ----------------------------- | ------- |
| Австралия (Kent Music Report) | 5       |
| Италия (FIMI)                 | 72      |
| ФРГ (Offizielle Top 100)      | 3       |